# Abolboda sprucei
Abolboda sprucei är en gräsväxtart som beskrevs av Gustaf Oskar Andersson Malme. Abolboda sprucei ingår i släktet Abolboda och familjen Xyridaceae. Inga underarter finns listade i Catalogue of Life.